# Беккер, Бритта
Бритта Христиане Беккер (в замужестве — Кернер; нем. Britta Christiane Becker (Kerner); род. 13 мая 1973, Рюссельсхайм, Гессен) — немецкая хоккеистка на траве, полевой игрок. Серебряный призёр летних Олимпийских игр 1992 года, участница летних Олимпийских игр 1996 и 2000 годов, бронзовый призёр чемпионата мира 1998 года, двукратный серебряный призёр чемпионата Европы 1991 и 1999 годов, бронзовый призёр чемпионата Европы 1995 года, чемпионка мира по индорхоккею 2003 года, чемпионка Европы по индорхоккею 1998 года.

## Биография
Бритта Беккер родилась 11 мая 1973 года в западногерманском городе Рюссельсхайм.
В 1987—2004 годах играла в хоккей на траве за «Рюссельсхаймер». В его составе пять раз становилась чемпионкой Германии по хоккею на траве (1992—1993, 1995, 1997, 2001) и шесть раз по индорхоккею, а также побеждала в Кубке европейских чемпионов в обеих разновидностях.
20 июня 1989 года дебютировала в женской сборной ФРГ.
В 1990 году участвовала в чемпионате мира в Сиднее, где западные немки заняли 8-е место.
В том же году была награждена спортивным знаком земли Гессен.
В 1991 году завоевала серебряную медаль чемпионата Европы в Брюсселе.
В 1992 году вошла в состав женской сборной Германии по хоккею на траве на летних Олимпийских играх в Барселоне и завоевала серебряную медаль. Играла в поле, провела 5 матчей, забила 2 мяча (по одному в ворота сборных Австралии и Канады).
За успешное выступление вместе с другими хоккеистками сборной Германии была удостоена главной спортивной награды страны — «Серебряного лаврового листа».
В 1993 году завоевала бронзовую медаль чемпионата мира среди девушек до 21 года в Таррасе.
В 1994 году участвовала в чемпионате мира в Дублине, где немки заняли 4-е место.
В 1995 году завоевала бронзовую медаль чемпионата Европы в Амстердаме.
В 1996 году вошла в состав женской сборной Германии по хоккею на траве на летних Олимпийских играх в Атланте, занявшей 6-е место. Играла в поле, провела 7 матчей, забила 3 мяча (два в ворота сборной Нидерландов, один — Великобритании).
В 1998 году завоевала бронзовую медаль чемпионата мира в Утрехте.
В том же году выиграла чемпионат Европы по индорхоккею в Оренсе.
В 1999 году завоевала серебряную медаль чемпионата Европы в Кёльне.
В 2000 году вошла в состав женской сборной Германии по хоккею на траве на летних Олимпийских играх в Сиднее, занявшей 7-е место. Играла в поле, провела 6 матчей, забила 4 мяча (два в ворота сборной Южной Кореи, по одному — ЮАР и Великобритании).
Шесть раз выигрывала медали Трофея чемпионов: серебряные в 1991 году в Берлине, в 1997 году в Берлине и в 2000 году в Амстелвене, бронзовые в 1989 году во Франкфурте-на-Майне, в 1993 году в Амстелвене и в 1999 году в Брисбене.
В 1989—2003 годах провела за женскую сборную ФРГ / Германии 231 матч (209 на открытых полях, 22 в помещении), забила 119 мячей.
В 2003 году завоевала золотую медаль чемпионата мира по индорхоккею в Лейпциге.
Завершила игровую карьеру в 2004 году незадолго до летних Олимпийских игр в Афинах.
В 2021 году играла за сборную Германии среди ветеранов старше 45 лет.
Параллельно спортивной карьере занималась дизайном интерьеров и внутренней архитектурой. Основала фирму, которая занималась покупкой старых домов, их переоснащением для современной городской жизни и продажей.

## Семья
Бывший муж — Йоханнес Кернер, немецкий телеведущий. Поженились в декабре 1996 года, развелись в 2016 году.
Есть четверо детей: Эмили Блума (род. 1999), Ник Давид (род. 2001), Полли Мария (род. 2007), Джилли Лина (род. 2009).